# New York Mets
New York Mets – drużyna baseballowa z Nowego Jorku, grająca we wschodniej dywizji National League. Dwukrotny zwycięzca w World Series.

## Historia
Plany założenia klubu datuje się na rok 1959, kiedy to po przeniesieniu siedziby dwóch nowojorskich zespołów New York Giants i Brooklyn Dodgers do Kalifornii, prawnik William Shea zaproponował utworzenie trzeciej zawodowej ligi Continental League, którą reprezentować miał między innymi nowy klub z siedzibą w Nowym Jorku. W lipcu 1960 zarząd National League ogłosił, że jest w stanie poszerzyć ligę do dziesięciu zespołów, jeśli powołanie Continental League nie dojdzie do skutku. W sierpniu 1960 William Shea ogłosił utworzenie nowej ligi, jednak cztery z pięciu klubów, które miały do niej przystąpić, dołączyły do Major League Baseball i w efekcie Continental League została rozwiązana. W 1961 nowy klub z Nowego Jorku został oficjalnie członkiem National League, przyjmując nazwę Mets i barwy klubowe pomarańczowe i niebieskie, nawiązując do dwóch dawnych nowojorskich drużyn Giants i Dodgers. Pierwszym stadionem, na którym Mets rozgrywali domowe mecze był Polo Grounds zlokalizowany na Manhattanie, na którym występowali w latach 1962–1963.
11 kwietnia 1962 Mets rozegrali pierwszy w historii klubu mecz, przegrywając na wyjeździe 4–11 z St. Louis Cardinals. Dwa lata później zespół wystąpił w roli gospodarza na nowym obiekcie Shea Stadium w Queens.
W 1969 po zwycięstwie w World Series nad Baltimore Orioles Mets zdobyli pierwszy tytuł. Zespół, który wywalczył wówczas mistrzostwo ligi, zyskał przydomek The Amazin’ Mets. W 1986 w World Series Mets w siedmiu meczach pokonali Boston Red Sox, mimo iż w meczu numer sześć byli o jeden strike od przegranej w finałach; przy stanie 4–5 dla Red Sox w drugiej połowie 10. zmiany, po niekontrolowanym narzucie miotacza Red Sox Boba Stanleya, a następnie po uderzeniu zapolowego Mets Mookie Wilsona i błędzie przy pierwszej bazie Billa Bucknera, Mets zdobyli dwa runy i zwyciężyli 6–5, doprowadzając w efekcie do siódmego spotkania, w którym pokonali Red Sox 8–5, ostatecznie wywalczając drugi w historii klubu tytuł mistrzowski. W 2000 roku New York Mets awansowali do finałów, gdzie przegrali 1–4 z New York Yankees; były to pierwsze Subway Series w postseason od 1956 roku.
W kwietniu 2015 Mets wyrównali klubowy rekord z 1986 roku wygrywając 11 meczów z rzędu i osiągając bilans zwycięstw i porażek 13–3. 24 sierpnia 2015 w meczu przeciwko Philadelphia Phillies wygranym 16–7, zawodnicy Mets ustanowili klubowy rekord zdobywając 8 home runów i 15 extra base hits. 26 września 2015 po zwycięstwie nad Cincinnati Reds, Mets zapewnili sobie tytuł mistrzowski dywizji National League East po raz pierwszy od 2006 roku.

## Skład zespołu

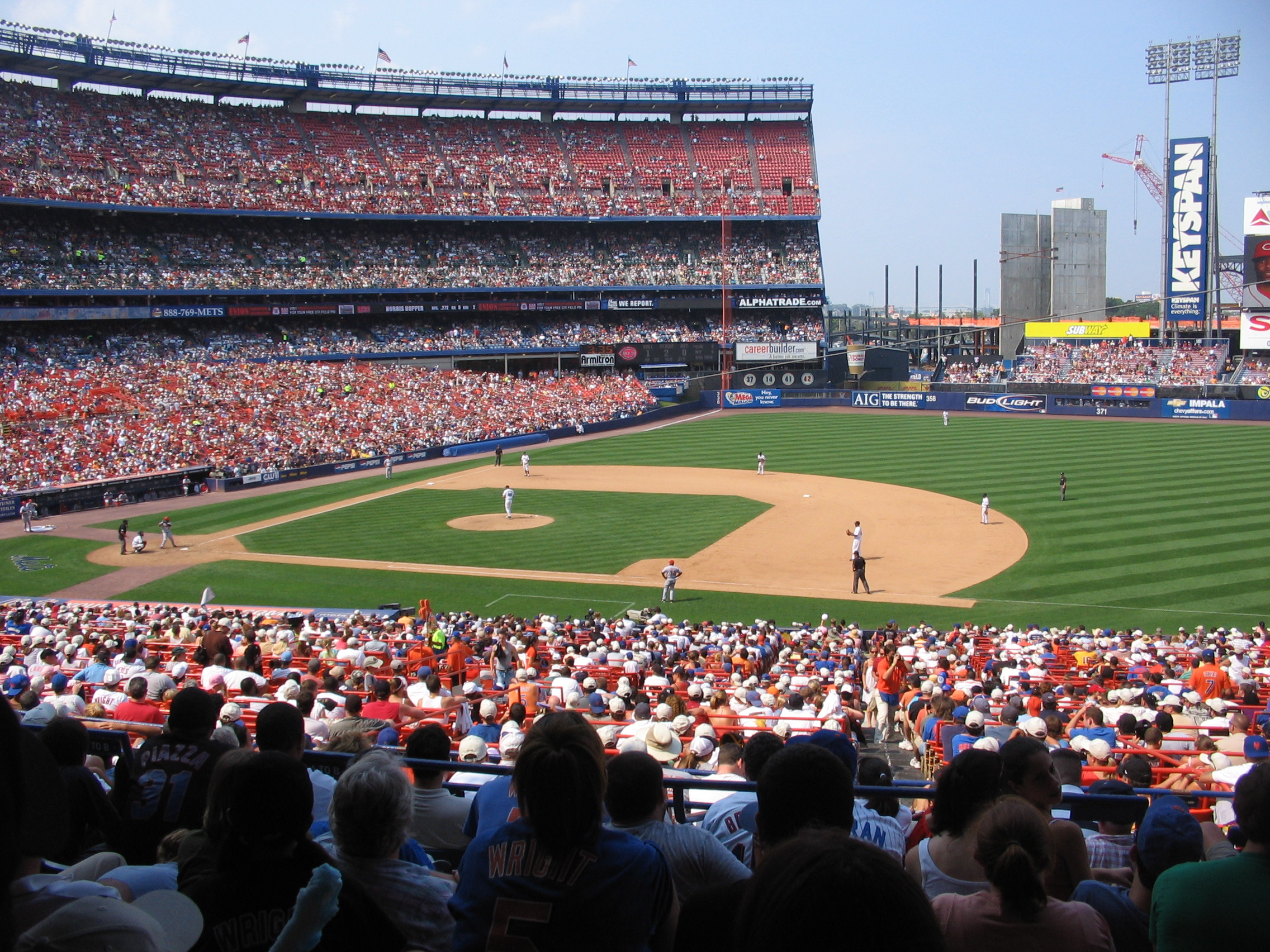
Shea Stadium

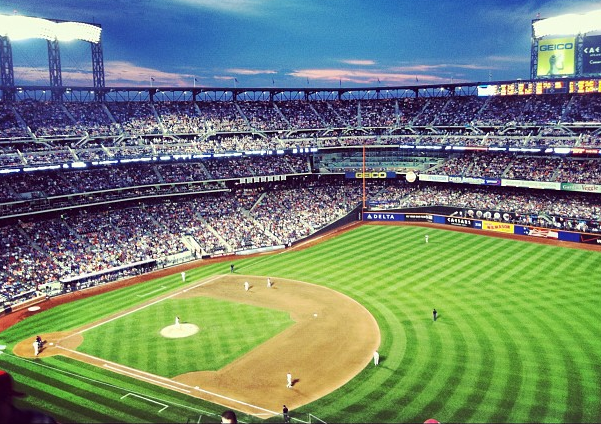
Citi Field

## Członkowie Baseball Hall of Fame

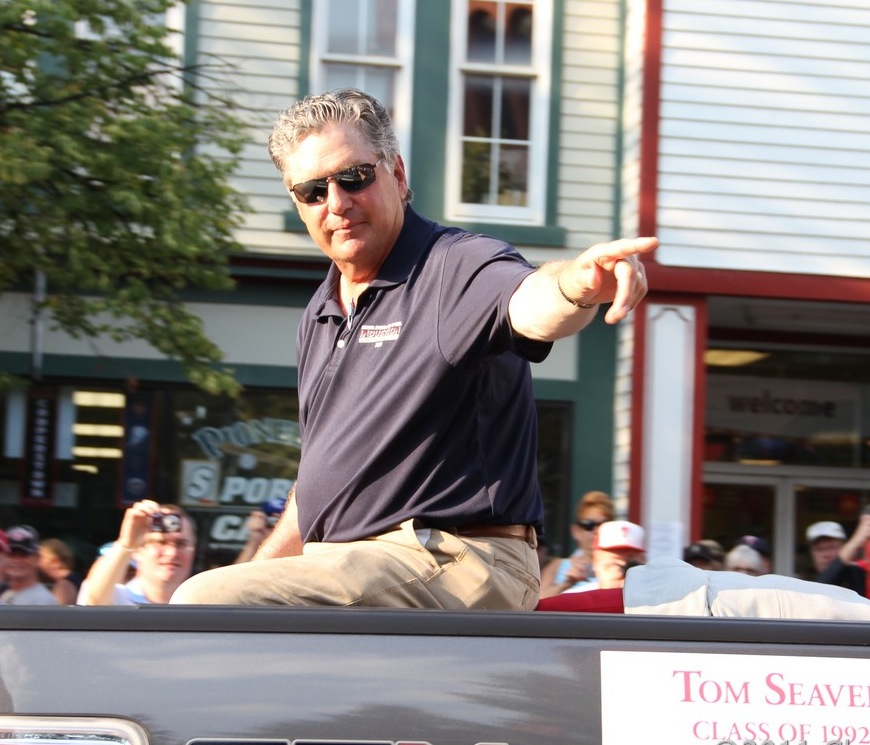
Tom Seaver – członek mistrzowskiego zespołu z 1969 i Galerii Sław Baseballu.

## Sukcesy
| Tytuł                               | Liczba | Rok                                |
| ----------------------------------- | ------ | ---------------------------------- |
| World Series                        | 2      | 1969, 1986                         |
| National League Championship Series | 5      | 1969, 1973, 1986, 2000, 2015       |
| National League East Division       | 6      | 1969, 1973, 1986, 1988, 2006, 2015 |

## Zastrzeżone numery

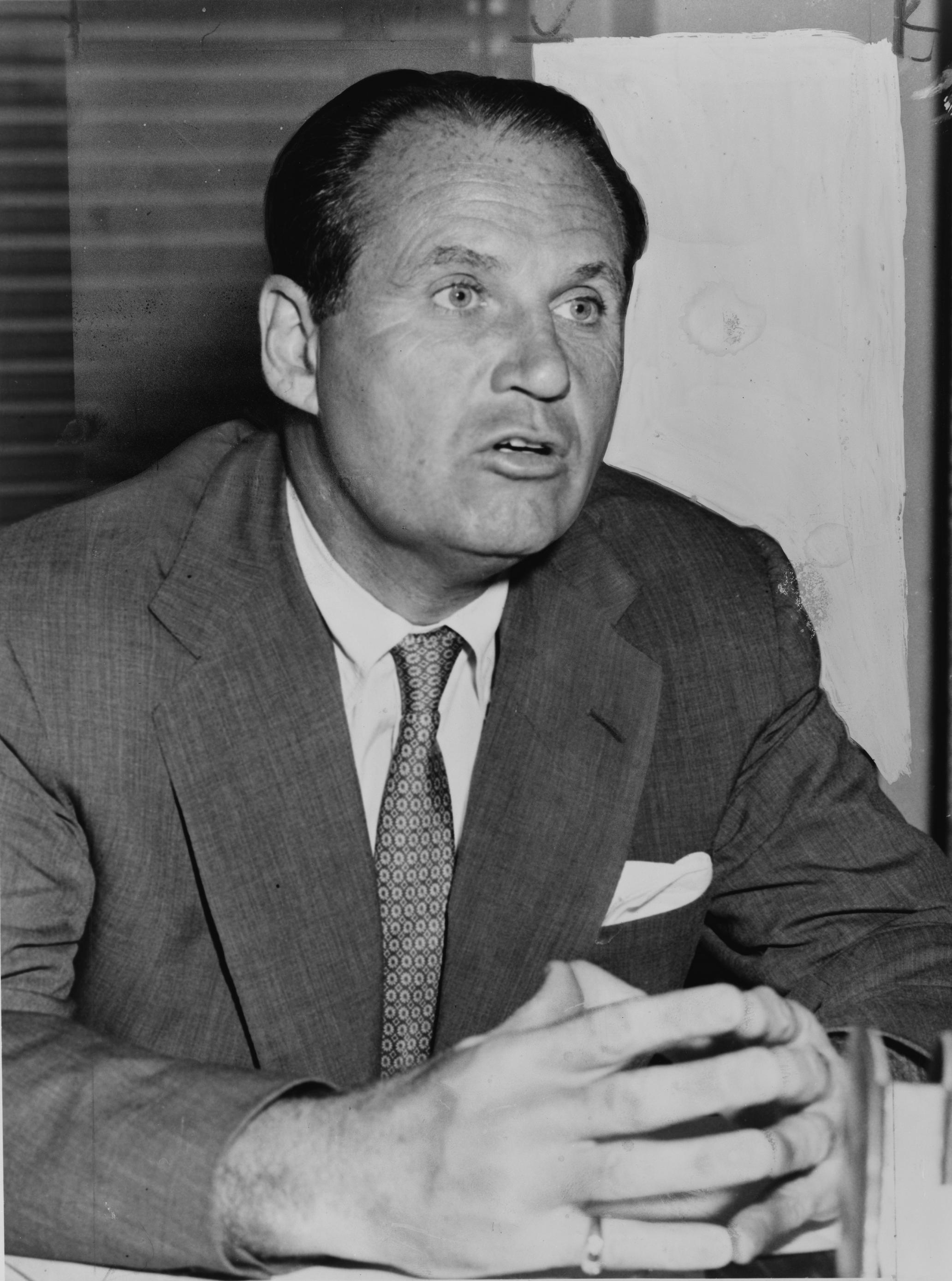
William Shea – nowojorski prawnik, który przyczynił się do powstania New York Mets i włączenia go w szeregi National League.

Od 1997 numer 42 zastrzeżony jest przez całą ligę ku pamięci Jackie Robinsona, który jako pierwszy Afroamerykanin przełamał bariery rasowe w Major League Baseball.
| Mike Piazza C: 1998–2005 Zastrzeżony 30 lipca 2016                             | Casey Stengel M: 1962–1965 Zastrzeżony 2 września 1965 | Gil Hodges 1B: 1962–1963 M: 1968–1971 Zastrzeżony 9 czerwca 1973 | Tom Seaver P: 1966-1977, 1983 Zastrzeżony 24 lipca 1988 | Jackie Robinson Wycofany przez wszystkie kluby MLB Zastrzeżony 15 kwietnia 1997 | William Shea Uhonorowany 8 kwietnia 2008 |
| Oznaczenie skrótów: M – menadżer, 1B – pierwszobazowy, P – miotacz, C – łapacz |                                                        |                                                                  |                                                         |                                                                                 |                                          |